# 愚园路1055号
愚园路1055号（又稱吴自良旧居）位于中華人民共和國上海市长宁区愚园路1055号，是1936年清华学生黄汉和（汉何）的通讯地址，也曾經是两位院士吴自良和严东生的居所，其中中華人民共和國當局分配了三间房给吴自良，吴自良当时主要居住在二层，现为民居使用。已列为上海市优秀历史建筑。